# Cyanea procera
Cyanea procera är en klockväxtart som beskrevs av Wilhelm B. Hillebrand. Cyanea procera ingår i släktet Cyanea, och familjen klockväxter. Inga underarter finns listade i Catalogue of Life.